# Чоловік у розквіті років
«Чоловік у розквіті років» («Vīrietis labākajos gados») — радянський художній фільм 1977 року, знятий режисером Ольгертом Дункерсом на Ризькій кіностудії.

## Сюжет
Головний герой фільму Альфред Турлавс працює у конструкторському бюро в Ризі. Він багато чого досяг у своїй професії, що стосується особистого життя, тут все дуже складно, стосунки з дружиною не складаються, подружжя давно охололо однин до одного. Дочка Віта вже виросла і вийшла заміж. Несподівано в життя Турлавса приходить нове кохання — в особі його колеги Майї.

## У ролях
- Вітаутас Томкус — Альфред Турлавс (дублював Е. Ізотов)
- Вайва Майнеліте — Майя (дублювала О. Гаспарова)
- Хелга Данцберга — Лівія (дублювала Л. Бабічкова)
- Андріс Берзіньш — Теніс (дублював С. Захаров)
- Ласма Мурнієце-Кугрена — Віта (дублювала Н. Гурзо)
- Ольгерт Дункерс — сер (дублював Ф. Яворський)
- Ліліта Берзіня-Прієде — Вілде-Межнієце (дублювала Н. Нікітіна)
- Улдіс Думпіс — Сашиньш
- Іварс Кауліньш — Пушкунгс
- Яніс Стрейч — директор Калсонс
- Едуардс Павулс — Лук'янскіс
- Карліс Себріс — роль другого плану
- Петеріс Гаудіньш — Едмундс
- Мірдза Мартінсоне — Велта
- Айварс Сіліньш — Малвіньш
- Аквеліна Лівмане — Вердиня
- Людмила Тарасова — прибиральниця
- Віктор Калнберз — лікар
- Ліга Лієпіня — роль другого плану
- Астріда Гулбе — роль другого плану
- Георг-Юріс Пучка — роль другого плану
- Валентина Старжинська — роль другого плану
- Ірина Томсоне — роль другого плану
- Херманіс Ваздікс — роль другого плану
- Олександра Данилова — роль другого плану
- Лігіта Скуїня — роль другого плану
- Юріс Камінскіс — роль другого плану
- Даце Арая — роль другого плану
- Відас Петкявічюс — хлопець на зібранні заводу

## Знімальна група
- Режисер — Ольгерт Дункерс
- Сценаристи — Ольгерт Дункерс, Зігмундс Скуїньш
- Оператор — Мікс Звірбуліс
- Композитор — Маргер Заріньш
- Художник — Інара Антоне